# 1987 (What the Fuck Is Going On?)
Pour les articles homonymes, voir 1987 (homonymie).
Albums de The Justified Ancients of Mu Mu (the JAMs) (the KLF)
Who Killed The JAMs?
(1988)
1987 (What the Fuck Is Going On?) est le premier album studio du groupe électronique britannique The Justified Ancients of Mu Mu (the JAMs), plus tard connu sous le nom de The KLF. 1987 est produit à l'aide de nombreux samples non autorisés qui plagient un large éventail d'œuvres musicales, poursuivant un thème commencé dans le premier single des JAMs All You Need Is Love. Ces échantillons ont fourni une toile de fond délibérément provocante pour des rythmes beatbox et des raps politiques cryptiques.
Peu de temps après leur sortie indépendante en juin 1987, la Mechanical-Copyright Protection Society ordonne aux JAMs de détruire tous les exemplaires invendus de l'album à la suite d'une plainte du groupe suédois ABBA. En réponse, les JAMs sortent une version de l'album intitulée 1987 (The JAMs 45 Edits), dépouillée de tous les échantillons non autorisés pour laisser des périodes de silence prolongé avec si peu de contenu audible qu'il a été formellement classé comme un single de 12 pouces.
Une édition limitée soumise à un rappel et une ordonnance de destruction est devenue une sorte de rareté et en 2000, les copies en parfait état se vendaient 60 £.

## Contexte et enregistrement
Le jour de l'an 1987, Bill Drummond décide de faire un disque de Hip-hop sous le pseudonyme The Justified Ancients of Mu Mu. Il invite Jimmy Cauty, un ancien membre du groupe Brilliant, à le rejoindre. Le premier single des JAMs All You Need Is Love est publié indépendamment le 9 mars 1987 en tant que White label monoface de 12 pouces en édition limitée. Cauty prend le pseudonyme de Rockman Rock et Drummond le surnom de King Boy D.
Le journal de musique britannique Sounds fait du titre son single de la semaine et de The JAMs « le groupe le plus chaud et le plus exaltant de cette année ». All You Need Is Love contenant des samples illégaux, sa diffusion commerciale est rendue impossible. Les JAM rééditent le single en supprimant les samples litigieux et rééditent le titre sous la dénomination All You Need Is Love (106 bpm) en mai 1987. Selon Drummond, les bénéfices de cette réédition financent l'enregistrement de leur premier album.